# Бєлозерськ
Бєлозе́рськ — місто в Росії, адміністративний центр Бєлозерського району Вологодської області.
Бєлозерськ розташований на березі Білого озера. Населення міста становить 8580 осіб (2020).

## Історія
Бєлозерськ — одне з найдавніших міст Росії. Вперше воно згадується в «Повісті временних літ» під 862 р. як місто Білоозеро, що розташовувався в стороні від сучасного міста Бєлозерськ, на північному березі Білого озера, біля села Кіснема.
«У рік 6370 (862). Вигнали варягів за море, і не дали їм данини, і почали самі собою володіти, і не було в них правди, і встав рід на рід, і була у них усобиця, і стали воювати один з одним. І сказали собі: „Пошукаємо собі князя, який би володів нами і судив по праву“. І пішли за море до варягів, до русі. Ті варяги називалися руссю, як інші називаються шведи, а інші нормани і англи, а ще інші готами, — отак і ці. Сказали русі чудь, словени, кривичі і весь: „Земля наша велика і багата, а порядку в ній немає. Приходьте княжити і володіти нами“. І вибралося троє братів із своїми родами, і взяли з собою всю русь, і прийшли, і сів старший, Рюрик, у Новгороді, а інший, Синеус, — на Білоозері, а третій, Трувор, — в Ізборську». — «Повість врем'яних літ».
З X століття місто Білоозеро знаходилося біля витоку річки Шексна (пізніше на цьому місці розташовувалося село Крохин).
З 1238 Білоозеро — центр Білозерського князівства, а також торговий і ремісничий центр. У 1370-х роках місто перейшло під владу московського великого князя, а з 1389 року було центром удільного князівства у складі Великого князівства Московського.
У 1352 місто було спустошено епідемією чуми, після чого перенесено на 17 км на захід, тобто на сучасне місце. За іншими даними, наприкінці XIV століття існувало два однойменних міста — нове і старе; літописні згадки XV століття відносяться вже до нового міста.
З 1486 Білоозеро стає центром Білозерського повіту, тоді ж воно було перетворене на укріплений пункт на північному кордоні Московської держави. Тут за велінням Великого Князя Московського Івана III були споруджені тридцятиметрові земляні вали і дерев'яні стіни з вісьмома вежами (Білозерський кремль).
XV—XVI століття — період розквіту міста. Місто Білоозеро знаходилося в центрі торгових шляхів, що зв'язують південь з північчю, тому вело активну власну торгівлю і виступало посередником у багатьох торговельних операціях. У цей період місто поступово відбудовувалося і прикрашалося кам'яними храмами.
На початок XVII століття, у зв'язку з переміщенням торгового шляху на Архангельськ через річки Сухона і Північна Двіна, Білоозеро поступово приходить в занепад. Місто виявилося осторонь від головних напрямків торговельно-економічного життя Московської держави. Польсько-литовська інтервенція початку XVII століття прискорила цей процес. Ще у XVI столітті за Івана Грозного місто стало місцем заслання опальних знатних осіб, серед яких були й історичні особистості. Лише у другій половині XVII століття Білоозеро знову починає відбудовуватися.
Зміни, що відбувалися в Московській державі у XVIII столітті, відбилися і на Бєлозерському краї. З 1719 місто — центр провінції, що входила до складу Санкт-Петербурзької губернії. Провінції були розділені на дистрикти. В 1727 були ліквідовані дистрикти, а самі губернії стали ділитися не тільки на провінції, а й на повіти. Білоозеро стає центром не тільки провінції, але і повіту, тоді ж, у 1727 році з Петербурзької губернії була виділена Новгородська губернія у складі 5 провінцій (Новгородської, Псковської, Великолуцької, Тверської, Бєлозерської). Тоді в Бєлозерській провінції було п'ять повітів: Бєлозерський, Каргопольський, Устюженський і Чарондський. Пізніше губернія була перетворена в Новгородське намісництво, і там теж у 1776 році Бєлоозеро стає повітовим містом, а в 1777 році отримує сучасну назву — Бєлозерськ. У 1855-1863 роках предводителем дворянства Бєлозерського повіту був видатний діяч того часу - Качалов Микола Олександрович, наближений царя Олександра III). З 1918 року повіт у складі Череповецької губернії.
22 травня 1972 року затверджений радянський герб міста Бєлозерська. Автор: П. Горячев. 12 жовтня 2001 року затверджено герб і прапор Бєлозерського муніципального району і міста Бєлозерська. Герб Бєлозерська: «У хвилясто-пересіченому блакиттю і сріблом щиті вгорі розширений хрест над срібним півмісяцем, внизу дві навхрест покладені срібні стерляді з червленими плавниками, тонко облямовані блакиттю. У вільній частині герб Вологодської області». Автор реконструкції герба: Олег Свириденко. Герб внесений до Державного Геральдичного Реєстру Російської Федерації за № 1222.
На початку XIX століття розвитку міста сприяла Маріїнська водна система (Маріїнська водна система — водна система в Росії, що з'єднує басейн Волги з Балтійським морем. Складається як із природних, так і з штучних водних шляхів. За радянських часів отримала назву Волго-Балтійський водний шлях ім. В. І. Леніна.), яка почала діяти в 1810 р., а остання з її споруд — Бєлозерський обвідний канал — був відкритий у 1846 р. Отримали розвиток лісозаготівельні промисли. Продукція лісової промисловості спочатку водним шляхом транспортувалася в Санкт-Петербург. Після відкриття Волго-Балтійського водного шляху зросли зв'язку древнього міста з іншими економічними районами Московської держави. До середини XX століття Бєлозерський район був типовим аграрним районом, а міське населення становило лише 16 % від загального числа жителів.

## Населення
|  |

## Клімат
| Клімат Бєлозерська                   | Клімат Бєлозерська | Клімат Бєлозерська | Клімат Бєлозерська | Клімат Бєлозерська | Клімат Бєлозерська | Клімат Бєлозерська | Клімат Бєлозерська | Клімат Бєлозерська | Клімат Бєлозерська | Клімат Бєлозерська | Клімат Бєлозерська | Клімат Бєлозерська | Клімат Бєлозерська |
| Показник                             | Січ.               | Лют.               | Бер.               | Квіт.              | Трав.              | Черв.              | Лип.               | Серп.              | Вер.               | Жовт.              | Лист.              | Груд.              | Рік                |
| Середня температура, °C              | −11,1              | −10,1              | −5,1               | 1,5                | 9,1                | 14,9               | 17,2               | 14,3               | 9                  | 2,7                | −5,5               | −9,7               | 2,3                |
| ------------------------------------ | ------------------ | ------------------ | ------------------ | ------------------ | ------------------ | ------------------ | ------------------ | ------------------ | ------------------ | ------------------ | ------------------ | ------------------ | ------------------ |
| Джерело: NASA. База данных RETScreen |                    |                    |                    |                    |                    |                    |                    |                    |                    |                    |                    |                    |                    |

## Галерея

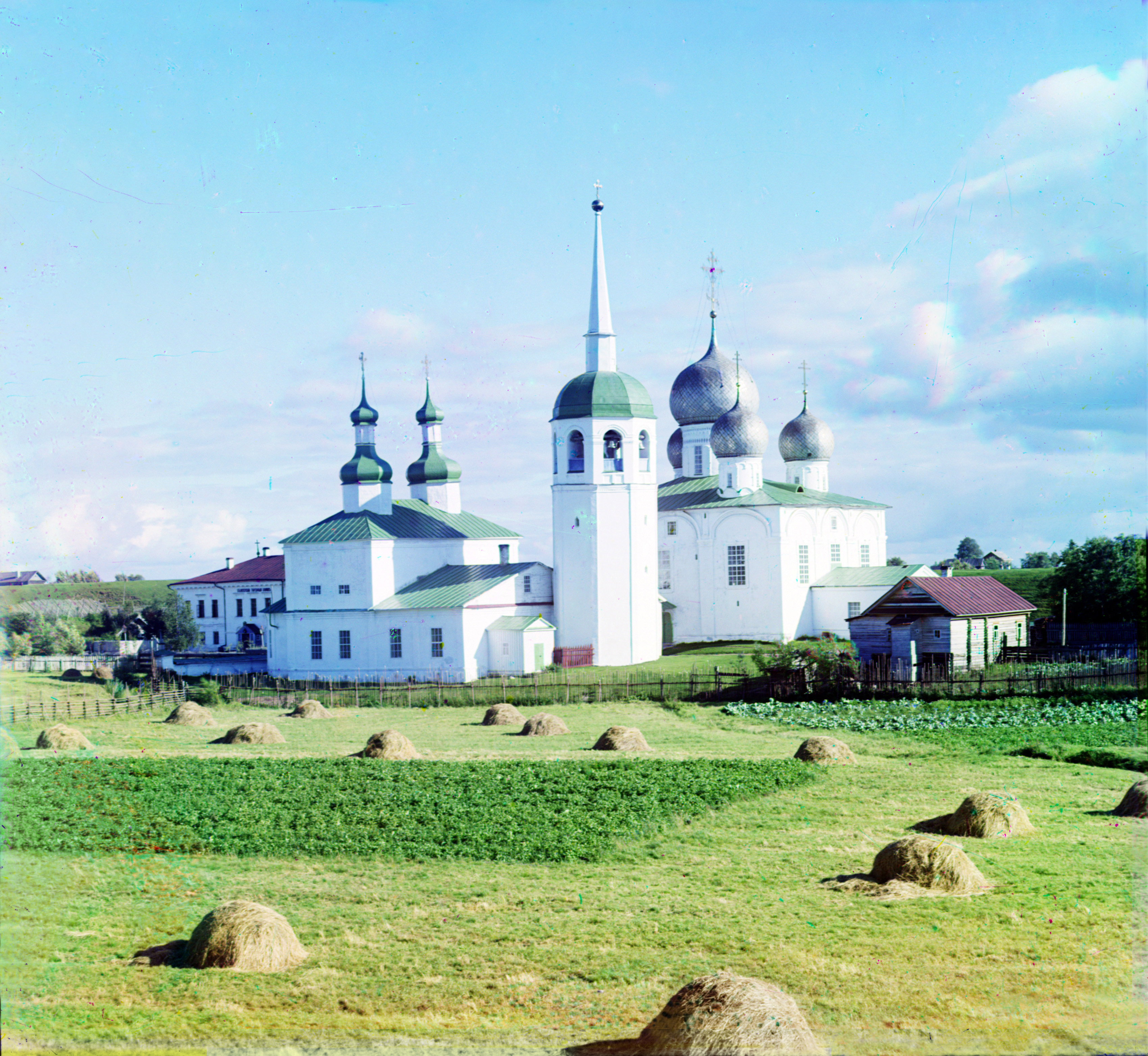
Белозерськ. Фото С. М. Прокудіна-Горського, 1909 рік.
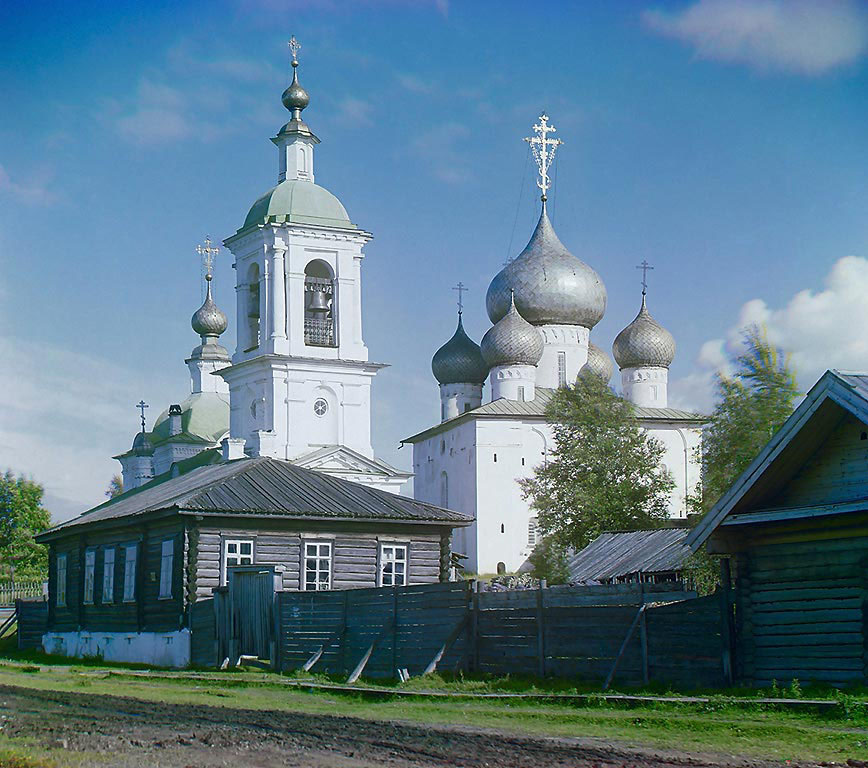
Церква Успіння Богородиці. Фото С. М. Прокудіна-Горського, 1909 рік.
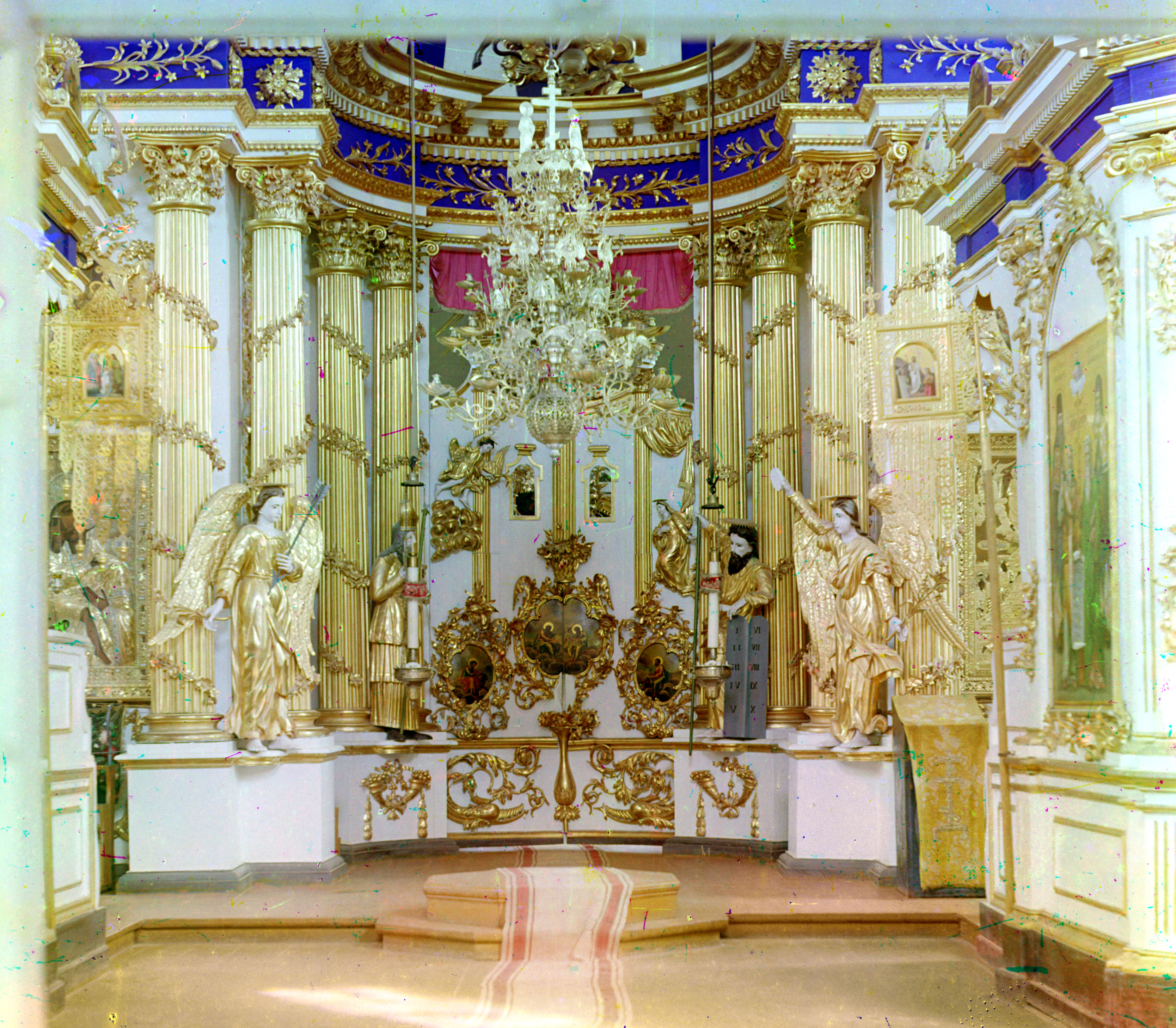
Іконостас Преображенської церкви. Фото С. М. Прокудіна-Горського, 1909.
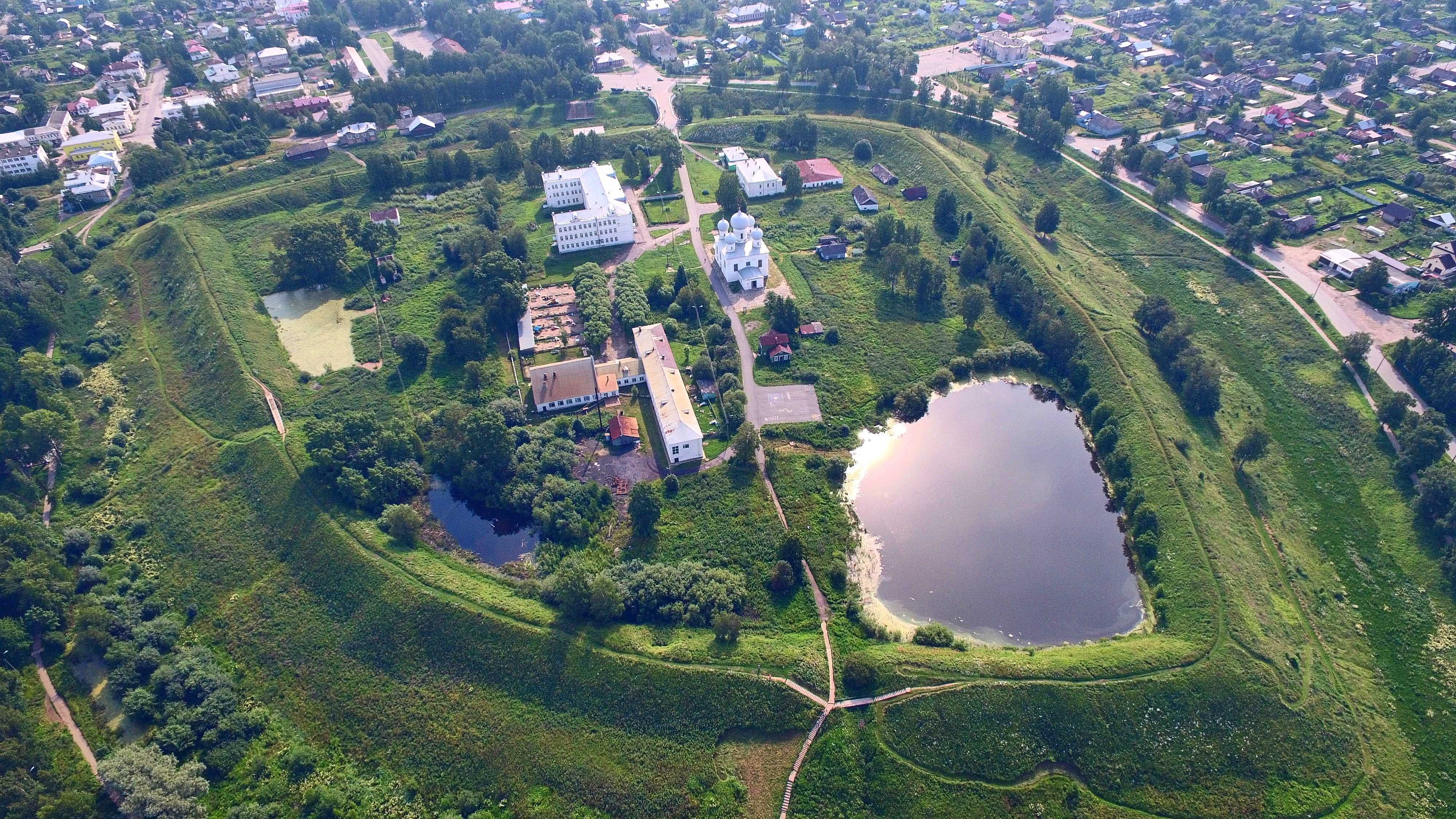
Бєлозерський кремль.
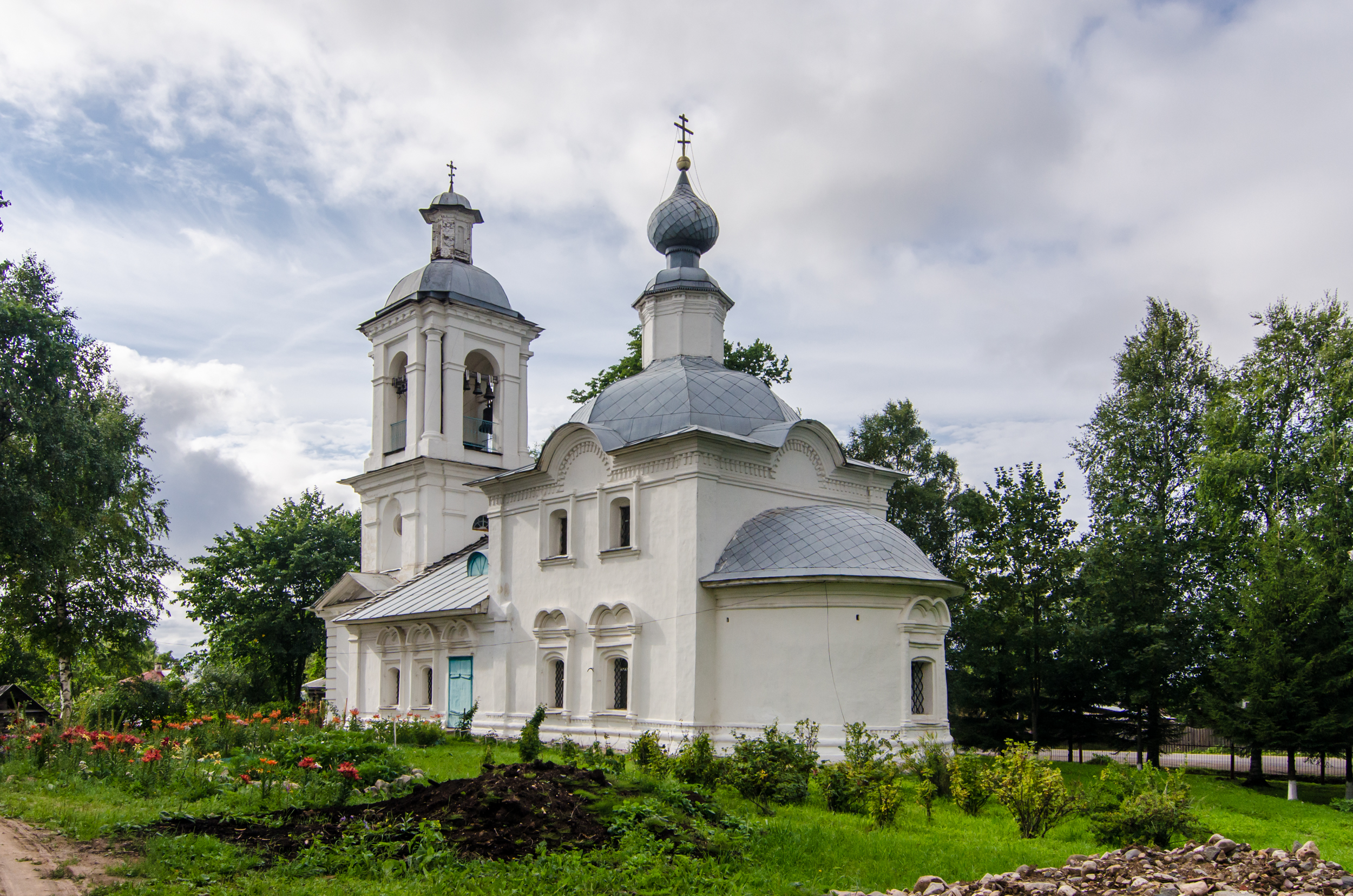
Церква Богоявлення Господнього (середина XVIII ст.).
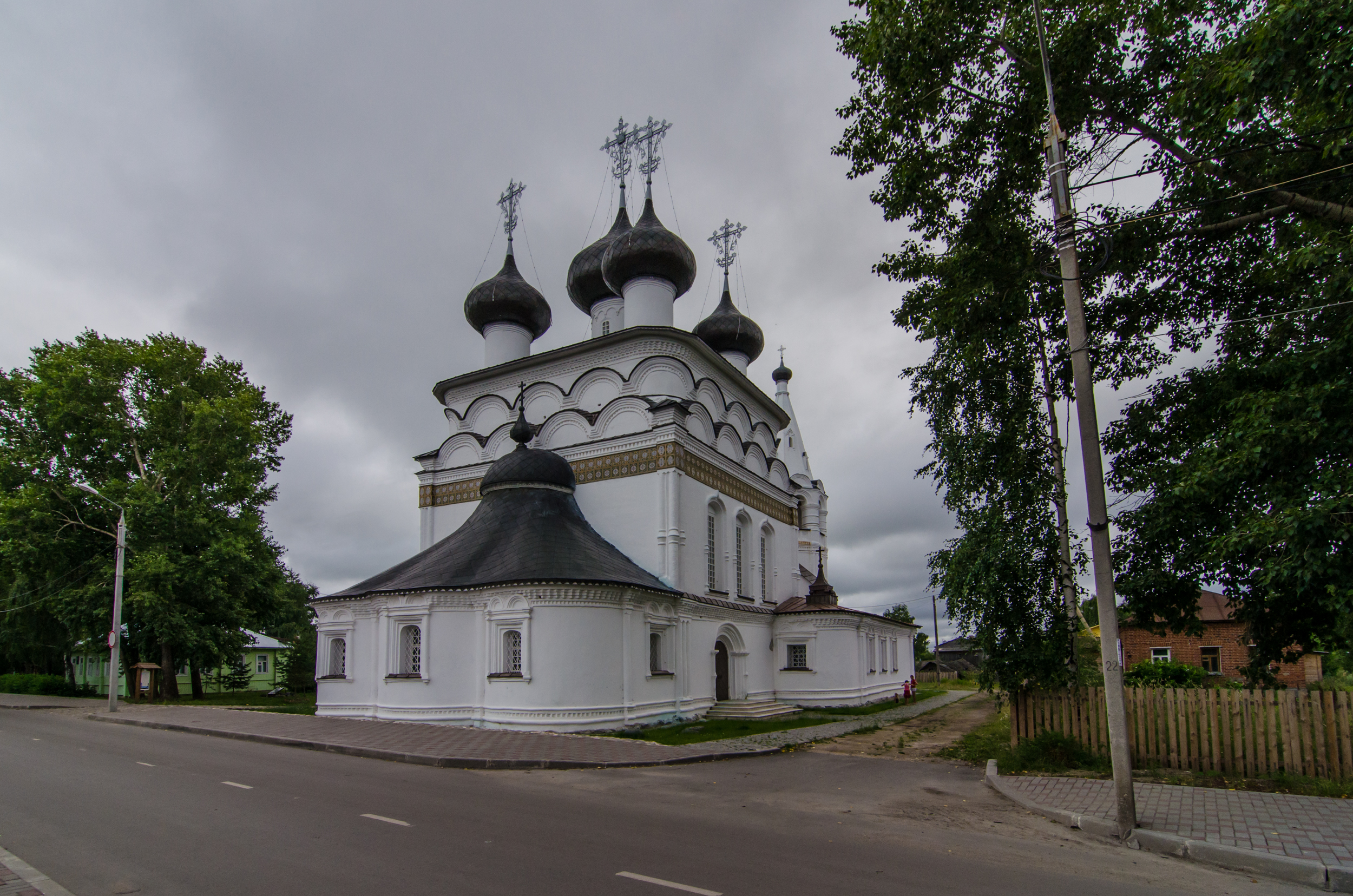
Спаська церква (1723).
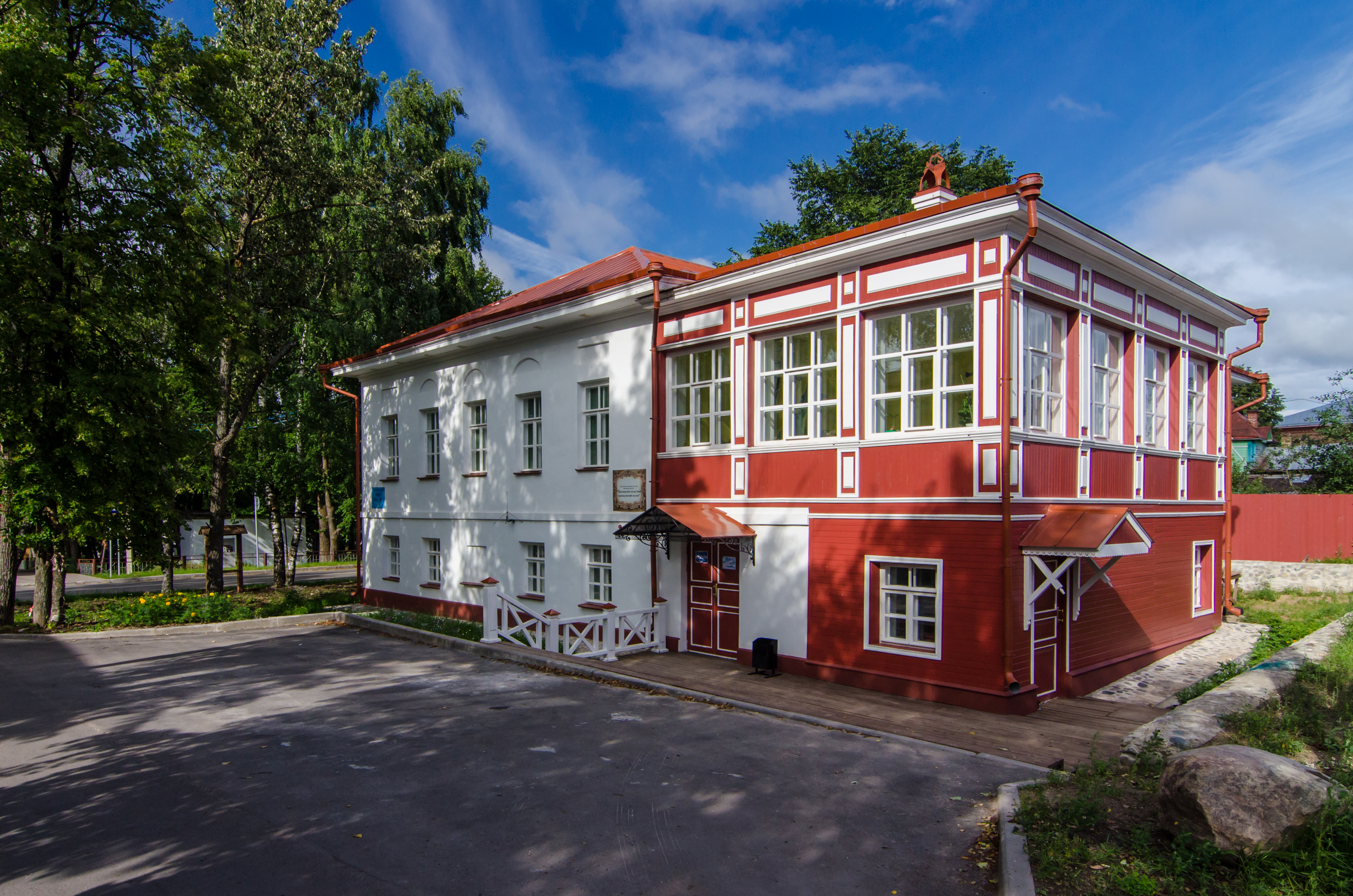
Музей Білого озера (колишній будинок Капаруліна).
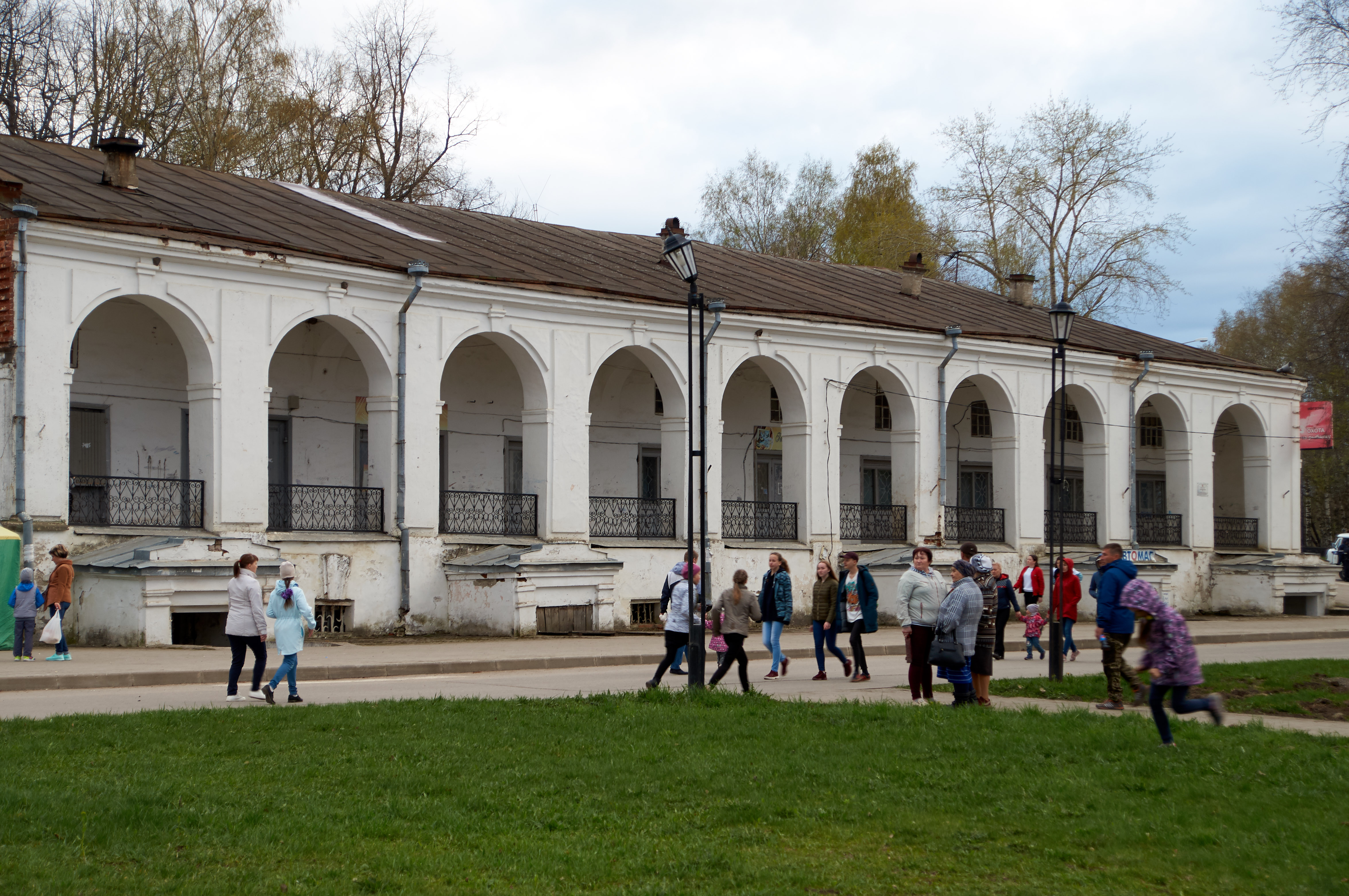
Будівля торгових рядів.
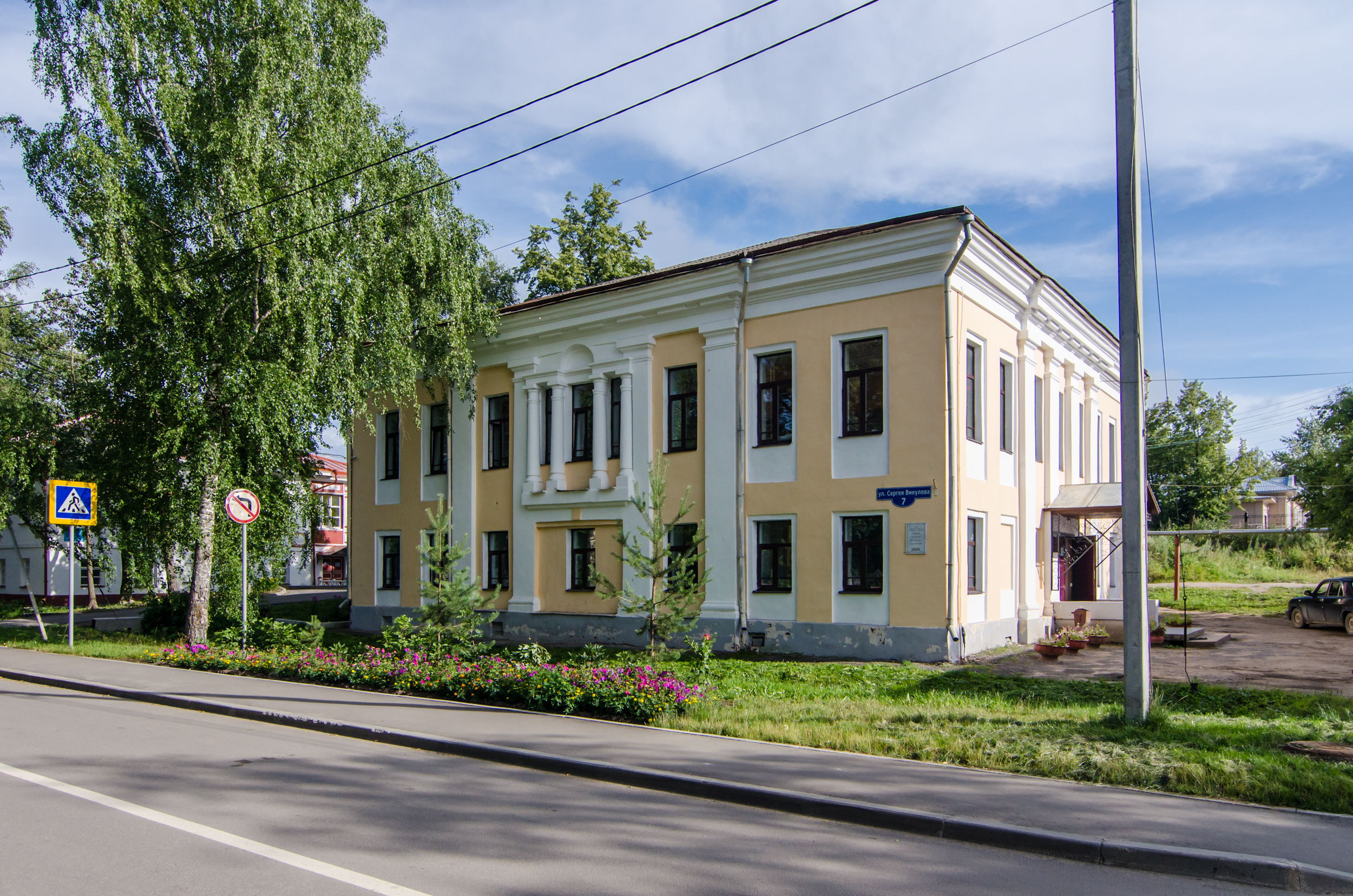
Будівля земської лікарні (перша половина XIX ст.)
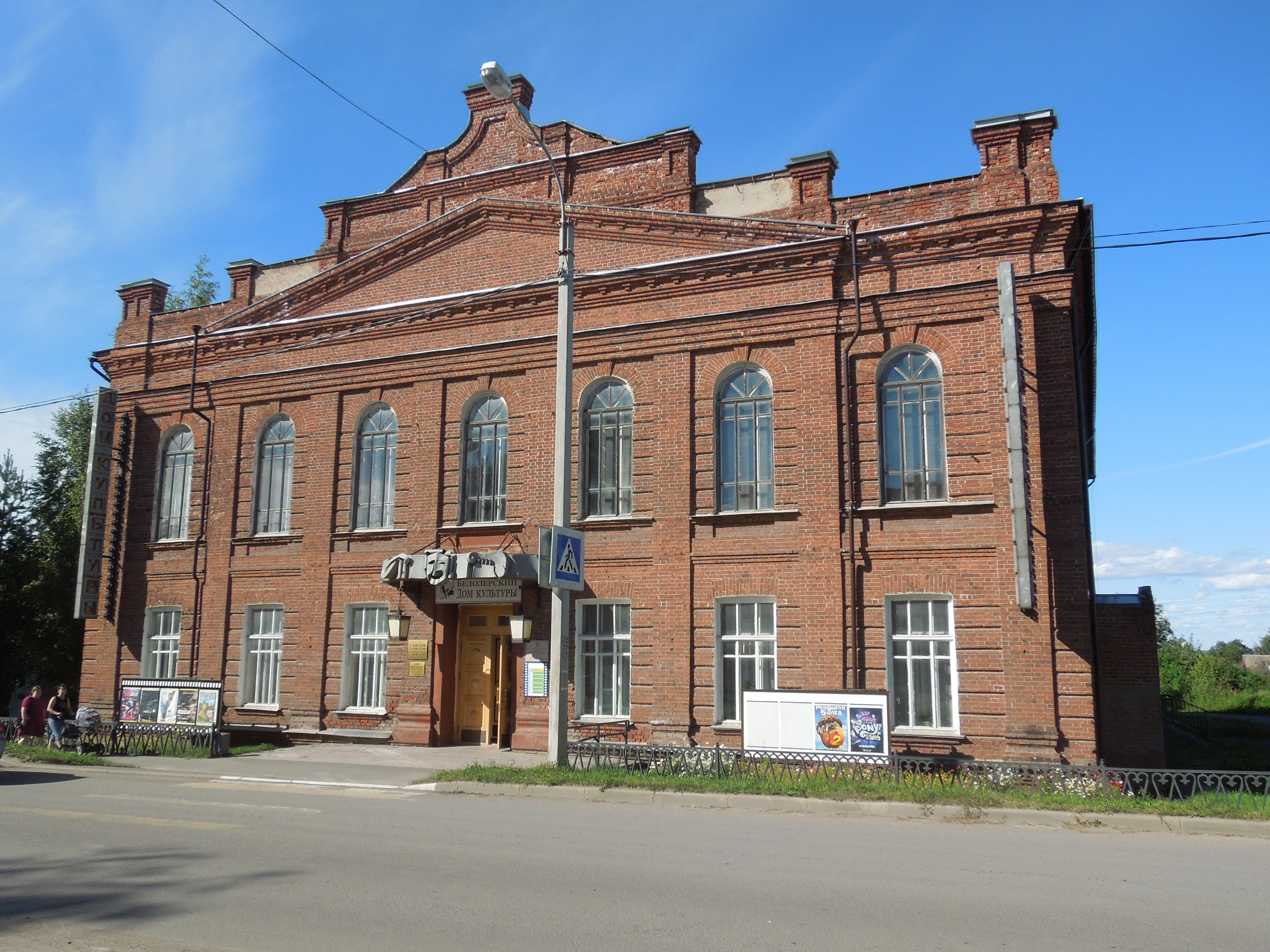
Будинок культури.